# Dasyurus albopunctatus
Dasyurus albopunctatus är en pungdjursart som beskrevs av Hermann Schlegel 1880. Dasyurus albopunctatus ingår i släktet pungmårdar och familjen rovpungdjur. IUCN kategoriserar arten globalt som nära hotad. Inga underarter finns listade.
Pungdjuret förekommer i stora delar av Nya Guinea med undantag av låglandet i öns centrala södra del. Djuret hittas även på ön Yapen. Arten vistas i tropiska regnskogar, andra skogar och människans trädgårdar.